# 佐藤博信
佐藤 博信（さとう ひろのぶ、1946年10月 - ）は、日本の歴史学者、千葉大学名誉教授。専門は中世東国史。
新潟県新発田市生まれ。1965年、鎌倉学園高等学校卒業。1969年、早稲田大学第一文学部史学科卒業。同大学院博士課程満期退学。1980年、千葉大学人文学部助教授、教授。1991年、「古河公方足利氏の研究」で早稲田大学文学博士の学位を取得。2012年、定年退職、名誉教授。

## 著書
- 『古河公方文書目録稿』私家版、1971
- 『古河公方足利氏の研究』校倉書房　歴史科学叢書､ 1989
- 『中世東国の支配構造』思文閣史学叢書､ 1989
- 『続・中世東国の支配構造』思文閣史学叢書 ､1996
- 『江戸湾をめぐる中世』思文閣出版､　2000
- 『中世東国日蓮宗寺院の研究』東京大学出版会､　2003
- 『越後中世史の世界』岩田書院　岩田選書「地域の中世」､ 2006
- 『中世東国足利・北条氏の研究』岩田書院､　2006　中世史研究叢書
- 『中世東国政治史論』塙書房､　2006
- 『安房妙本寺日我一代記』思文閣出版､　2007
- 『中世東国の権力と構造』校倉書房、2013

## 共編著
- 『相州玉縄城主玉縄北条氏文書集』編著　後北条氏研究会　1973　研究資料
- 『足利成氏文書集 古河公方初代』編著　後北条氏研究会　1976　「研究史料」外篇
- 『足利高基・晴氏文書集 古河公方三代・四代』編著　後北条氏研究会　1977　「研究史料」外篇
- 『戰國遺文 古河公方編』東京堂出版　2006
- 『中世東国の政治構造　中世東国論　上』岩田書院　2007
- 『中世東国の社会構造　中世東国論 下』岩田書院　2007
- 『中世下野の権力と社会　中世東国論 3』荒川善夫、松本一夫共編　岩田書院　2009
- 『戰國遺文 房総編』第1-3巻　黒田基樹、滝川恒昭、盛本昌広共編　東京堂出版　2010-12
- 『中世房総と東国社会　中世東国論 4』岩田書院　2012
- 『関東足利氏と東国社会　中世東国論 5』岩田書院　2012